# Ле Конте, Йоска
Йоска ле Конте (нидерл. Joska le Conte, 29 сентября 1987, Зейст, Утрехт) — голландская скелетонистка, выступающая за сборную Нидерландов с 2006 года. Трёхкратная чемпионка национального первенства.

## Биография
Йоска ле Конте родилась 29 сентября 1987 года в городе Зейст, провинция Утрехт. Активно заниматься скелетоном начала в возрасте восемнадцати лет, в 2006 году, одержав победу на внутреннем чемпионате Нидерландов, прошла отбор в национальную сборную и стала принимать участие в крупнейших международных стартах, показывая довольно неплохие результаты. Первое международное выступление состоялось для неё в декабре, на этапе европейского кубка в немецком Кёнигсзее она пришла к финишу двадцать третьей. В начале следующего года заняла пятнадцатое место на чемпионате Европы, однако оставшуюся часть сезона участвовала только в местных незначительных заездах.
Сезон 2007/08 провела в борьбе сначала за Кубок Европы, а потом за Межконтинентальный кубок, во второй раз удостоилась звания чемпионки Голландии, а на европейском первенстве в итальянской Чезане была восьмой. На молодёжном чемпионате мира в австрийском Иглсе показала седьмой результат, благодаря чему впервые в карьере пробилась на взрослое мировое первенство — заезды на трассе немецкого Альтенберга, тем не менее, завершились для неё только двадцать пятой позицией зачёта. Окончила сезон выступлениями на Кубке Америки, где уверенно держалась в двадцатке сильнейших. Благодаря череде удачных заездов через год Ле Конте впервые получила право участвовать в этапах взрослого Кубка мира, при этом лучший результат она показала на трассе в канадском Уистлере, где заняла шестнадцатое место, а в общем зачёте расположилась на девятнадцатой строке. На чемпионате мира 2009 года повторила результат предыдущего раза, вновь была двадцать пятой.
Следующий сезон провела примерно на том же уровне, пыталась пробиться на зимние Олимпийские игры 2010 года в Ванкувер, но заняла в мировом рейтинге сильнейших скелетонисток лишь двадцатое место и не смогла пройти квалификацию. Из крупных турниров помимо Кубка мира поучаствовала только в заездах чемпионата Европы, где финишировала одиннадцатой, и молодёжного чемпионата мира, показав пятый результат. Сезон Кубка мира 2010/11 пока остаётся самым успешным в карьере Ле Конте, на этапе в швейцарском Санкт-Морице она приехала тринадцатой, а в общем зачёте разместилась на шестнадцатой позиции. На чемпионате Европы в немецком Винтерберге закрыла десятку сильнейших, тогда как на чемпионате мира в Кёнигсзее была семнадцатой, и это пока лучший её результат на взрослых мировых первенствах. В следующем сезоне немного сдала позиции, несмотря на неплохие одиннадцатое и двенадцатое места на отдельных этапах Кубка мира, в итоговом рейтинге оказалась только на восемнадцатой строке. Ездила соревноваться на чемпионат мира 2012 года в американском Лейк-Плэсиде, где показала двадцать второе время женской индивидуальной программы.